# Phytosus fenyesi
Phytosus fenyesi är en skalbaggsart som först beskrevs av Max Bernhauer 1941.  Phytosus fenyesi ingår i släktet Phytosus och familjen kortvingar. Inga underarter finns listade i Catalogue of Life.